# Zlatko Arambašić
Zlatko Arambašić (Split, 20 september 1969) is een Australisch gewezen voetballer van Kroatische afkomst. Hij was een aanvaller die in de jaren 1990 uitkwam voor verschillende Belgische en Nederlandse clubs.

## Carrière
Zlatko Arambašić werd geboren in Split, dat toen nog deel uitmaakte van Joegoslavië (later Kroatië). Hij groeide echter op in Australië, waar hij midden jaren 80 zijn debuut maakte als voetballer. Eerst bij Canterbury-Marrickville, later toonde hij zijn neus voor doelpunten bij Blacktown City Demons.
In 1990 haalde KV Mechelen hem voor het eerst naar België. Arambašić werd bij Mechelen een ploegmaat van onder meer Philippe Albert, Marc Wilmots, Lei Clijsters, Michel Preud'homme en Marc Emmers. In 1991 werd de Australische spits met Malinwa vice-kampioen en verliezend bekerfinalist, maar veel speelkansen kreeg hij niet. Een jaar bereikte Mechelen opnieuw de bekerfinale. Tegenstander Antwerp FC kwam op voorsprong, maar Arambašić maakte in het slot nog gelijk. Er kwamen verlengingen en strafschoppen. Arambašić zette zijn strafschop om, maar zag hoe Antwerp uiteindelijk aan het langste eind trok.
Nadien belandde hij in zijn thuisland bij Sydney Olympic alvorens een eerste keer terug te keren naar KV Mechelen. Arambašić had naar zijn zin bij Malinwa, maar vlot scoren lukte deze keer niet. Na het seizoen 1993/94 verhuisde hij voor een seizoen naar het Franse FC Metz. In 1995 trok hij terug naar België, waar hij zich ditmaal aansloot bij tweedeklasser KV Oostende. Arambašić scoorde 27 keer in 26 wedstrijden voor de West-Vlamingen.
De prestatie bleef niet onopgemerkt. De Australiër versierde een transfer naar reeksgenoot Beerschot VAC, maar vond er zijn draai niet. Tijdens het seizoen vertrok hij naar Nederland, waar hij eerst voor NAC Breda en later ook voor RBC Roosendaal speelde. Tussendoor zat hij nog even bij het Sporting Charleroi van trainer Robert Waseige. In 1998 keerde hij voor de tweede en laatste keer terug naar KV Mechelen. De club vertoefde ondertussen ook in de tweede klasse. Deze keer kwam de aanvaller aan 12 doelpunten.
Zijn carrière sloot Arambašić af in Sydney, waar hij nog voor vier clubs uitkwam.

### Nationale ploeg
Arambašić voetbalde in de jaren 1990 zeven keer voor de nationale ploeg van Australië. Hij scoorde één keer voor The Socceroos. Hij was bij Australië een ploegmaat van onder meer Robbie Slater, Mark Viduka en de broers Aurelio en Tony Vidmar.
In 1992 plaatste Arambašić zich met Australië voor de Olympische Spelen in Barcelona. Ook Paul Okon, die toen net als Arambašić in België voetbalde, maakte deel uit van de selectie.